# Антун Фабрис
Антун Фабрис (Корчула, 17. април 1864 — Дубровник, 14. октобар 1904) био је српски новинар, писац и политичар, један од вођа српског римокатоличког покрета у Дубровнику. Био је власник часописа науке и културе „Срђ“ и уредник листа „Дубровник“. Фабрис је био истакнути културни радник, посвећен очувању богате дубровачке културне и историјске баштине, директор дубровачке Матице српске, оснивач Просветно-привредног друштва Српска зора, као и Далматинско-српског културног друштва.

## Биографија
Антун Фабрис је основну школу завршио у месту рођења, а гимназију у Дубровнику. После одлично положеног испита зрелости, 1885. године, у Бечу је почео студије славистике, као ученик Ватрослава Јагића.
По завршетку студија, 1889. године Фабрис се враћа у Дубровник и убрзо добија посао гимназијског професора. Предавао је у сплитској гимназији (1889–90), у задарској (1890–92) и поново у сплитској (1892–95), а затим се вратио у Дубровник.
У јесен 1895. године оставља државну службу и постаје одговорни уредник гласила Српске странке листа Дубровник. Фабрис је био покретач и уредник календара „Дубровник“ између 1897. и 1903. године, као и директор дубровачке Матице српске. Као новинар Антон је био изванредан; фин и отмен, стилиста и есејиста. Чланци су му били кратки и сажети, и у њима никада није вређао противника.
Године 1902. је постао је власник и уредник часописа науке и културе српске интелигенције у Далмацији „Срђ“, који је објављиван два пута месечно до 1908. ћирилицом и латиницом, уз сарадњу многих интелектуалаца из Далмације и неколико писаца из Мостара, посебно Алексе Шантића, Јована Дучића и Владимира Ћоровића, као и неких из Србије. „Срђ“ је умногоме допринео очувању богате дубровачке културне и историјске баштине.
На Првом српском новинарском конгресу у Београду 1902. био је изабран за потпредседника, а 1903. на сплитској скупштини Српске странке у Далмацији постао је њен секретар. Антун Фабрис био је велики поштовалац Николе Пашића. Значајно је допринео иницијативи да се 1901. године оснује Просветно-привредно друштво Српска зора, далматинско-српско културно друштво.
За објављивање у Срђу песме Уроша Тројановића Бокешка ноћ, посвећене младима Боке Которске, Антун је под идеолошким оптужбама ухапшен 5. новембра 1902. и остао у затвору све до 23. децембра 1902. За време свог боравка у затвору нагло му се погоршава здравствено стање. Тај боравак у затвору је био и узрок преране смрти 1904. године. „Срђ“ је преузео Антонио Вучетић. Ко-уредници Срђа постају Кристо Доминиковић, Луко Зоре и Михо Вакети.
На дубровачком гробљу у истом гробу леже заједно, два велика Срба католика; Антон Фабрис и каноник Дум Иван Стојановић. Гробно место су купили захвални Срби Дубровчани, јер су обојица били пуки сиромаси.

## Почасти и признања
У београдској општини Савски венац постоји Фабрисова улица, која је по њему добила име.

## Занимљивости
Неки уредници српских новина и часописа на територији данашње Хрватске, а ондашње Аустроугарске, нису имали дужи животни век. Тако је Антун Фабрис, након тамновања због објављивања песме Бокешка ноћ у првом књижевном часопису у Дубровнику - Срђ, трајно нарушио своје здравље и преминуо је у 40. години живота. Католички Србин Луко Зоре је поживео 60 година, а уредник Српског гласа у Загребу, Милан Ђорђевић умире у 39. години. Павле Јовановић, први уредник Србобрана, који је такођер био у тамници због неких чланака (критике аустроугарске власти у БиХ)  умире у напону снаге и политиког талента у 48. години живота. Сава Бјелановић, уредник Српског листа, који је касније забрањен и каснијег Српског гласа (Задар) живи до своје 46. године. Будислав Будисављевић уредник Новог Србобрана и Српског кола умире, као и новинар и уредник Српскога кола, Милан Грчић, у 42. години живота. Сима Лукин Лазић, власник и уредник листа Врач погађач умире у 40. години.